# Chapelle de la Riaye
La Chapelle de la Riaye est située  au lieu-dit «la Riaye», à Ménéac dans le Morbihan.

## Historique
Le porche de la chapelle de la Riaye fait l’objet d’une inscription au titre des monuments historiques depuis le 9 décembre 1929.